# 14185 Van Ness
14185 Van Ness eller 1998 WK32 är en asteroid i huvudbältet som upptäcktes den 21 november 1998 av LONEOS vid Anderson Mesa Station. Den är uppkallad efter den amerikanske astronomen Michael E. Van Ness.
Asteroiden har en diameter på ungefär 5 kilometer.